# 大阿尔穆瓦斯
大阿尔穆瓦斯（法語：Les Grandes-Armoises，法語發音：[le ɡʁɑ̃d.z‿aʁmwaz]）是法国大东部大区阿登省的一个市镇，位于该省东部，临近小阿尔穆瓦斯，属于武济耶区。

## 地理
大阿尔穆瓦斯（49°31'51"N, 4°53'35"E）面积4.47 平方千米，位于法国大東部大區阿登省，该省份为法国北部内陆省份，西接埃纳省，南至马恩省，东临默兹省，北与比利时接壤。
与大阿尔穆瓦斯接壤的市镇（或旧市镇、城区）包括：拉贝利耶尔、奥什、斯托讷、锡村、塔奈-勒蒙迪约。

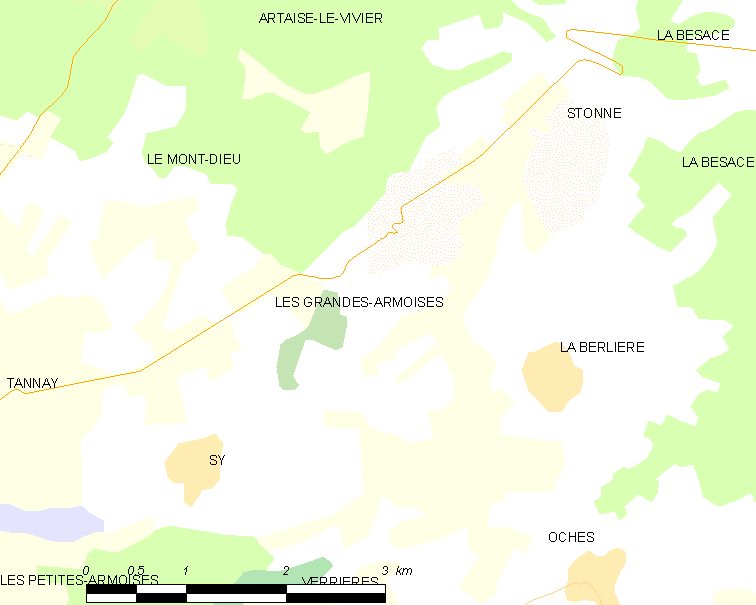
大阿尔穆瓦斯的OSM定位图

大阿尔穆瓦斯的时区为UTC+01:00、UTC+02:00（夏令时）。

## 行政
大阿尔穆瓦斯的邮政编码为08390，INSEE市镇编码为08019。

## 政治
大阿尔穆瓦斯所属的省级选区为武济耶县。

## 人口

1962-2008年间大阿尔穆瓦斯人口变化图示

大阿尔穆瓦斯于2022年1月1日时的人口数量为54人。